# Scylas
Scylas of Scyles (Gr. Σκύλης, Oekr. Скіл, Russ. Скил) was een Scythische koning in de 6e eeuw v.C., zoon en erfgenaam van koning Ariapithes (Ariapifa). Zijn moeder, die uit Istria kwam, leerde hem de Griekse taal en literatuur. In Olbia in de huidige Oekraïne bouwde hij een enorm huis, waarin men "in Griekse stijl leefde en aan de goden offerde". 
Mede hierdoor, en omdat Scylas de handelsbelangen van Istria voorop stelde, kwamen de Scythen tegen hem in opstand. Hij wist te ontsnappen naar de Thracische koning Sitalcas, maar tijdens de oorlog tussen de Scythen en de Thraciërs werd Scyles uitgeleverd aan zijn broer Octamasadas en vermoord.
Het begin van zijn heerschappij wordt rond 465 v.C. geschat, maar de datum van zijn dood kan iets nauwkeuriger gedateerd worden: ergens tussen 447 v.C. (het begin van Sitalcas' koningschap) en 445 v.C. (het jaar waarin Herodotus Oekraïne en de Krim bereisde).